# Krimml

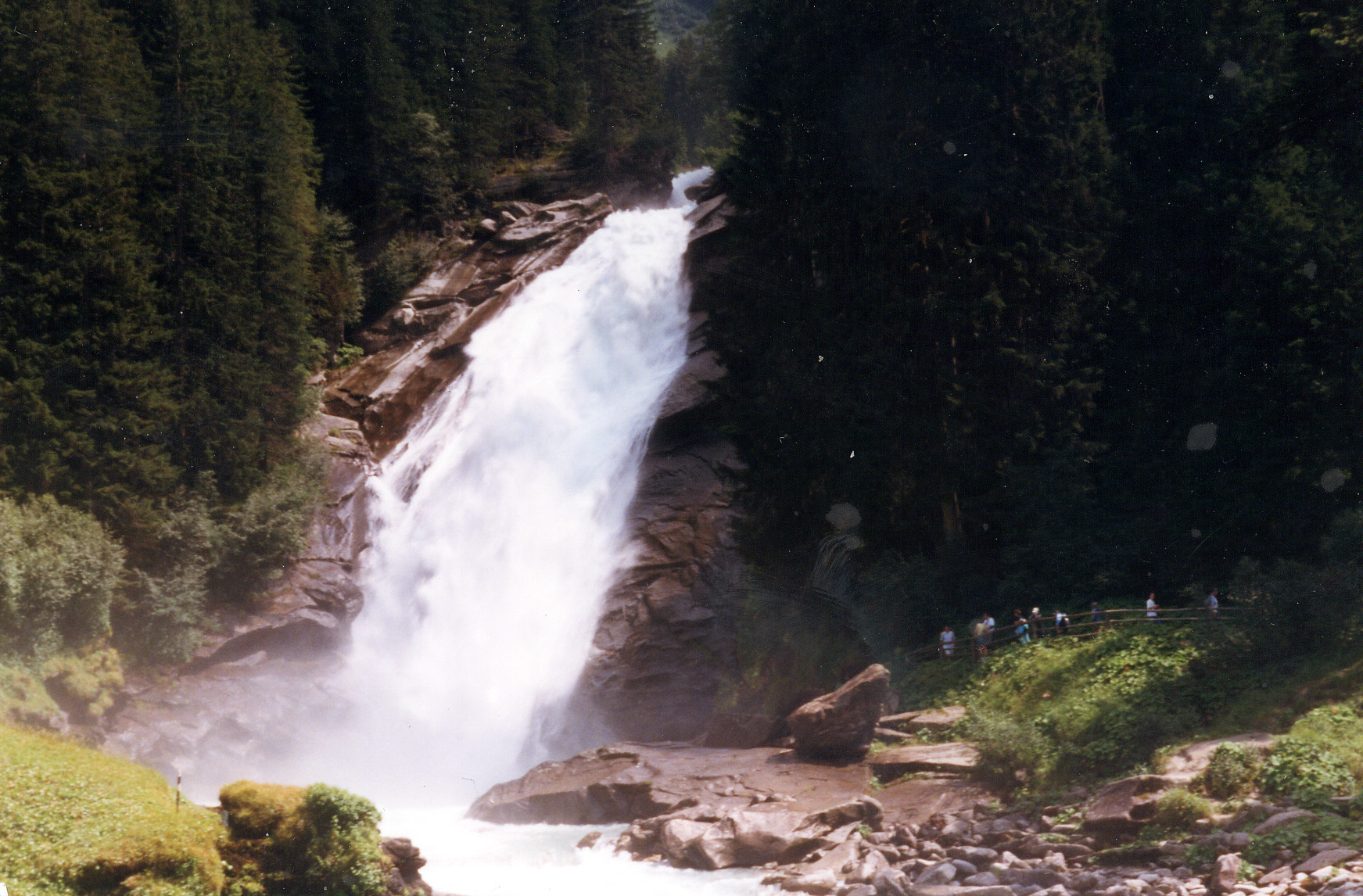
Thác Krimmler.

Krimml là một đô thị ở bang Salzburg, Áo, vùng Pinzgau. Đô thị này có cự ly 54 km s với huyện lỵ Zell am See. Krimml nằm ở khu vực có độ cao 1.067 m trên mực nước biển, dân số là 886 (2001).
Sông Salzach bắt nguồn ở phía bắc Krimml. Krimml nổi tiếng với thác nước Krimmler. Với độ cao 380 mét, đây là một trong các thác cao nhất châu Âu.